# Andrzej Korniak
Andrzej Korniak (ur. 19 marca 1953 w Szczecinie) – polski lekkoatleta, skoczek w dal. 

## Kariera
Podczas finału Pucharu Europy w 1977 w Helsinkach zajął 7. miejsce w skoku w dal z wynikiem 7,55 m. Był trzykrotnym medalistą mistrzostw Polski: złotym w skoku w dal 1977 oraz brązowym w sztafecie 4 × 100 m w 1975 i w skoku w dal w 1978. 
W 1977 wystąpił w trzech meczach reprezentacji Polski w skoku w dal, odnosząc 1 zwycięstwo indywidualne.
Rekord życiowy Korniaka w skoku w dal wynosił 7,98 m (4 września 1978, Pardubice).
Był zawodnikiem AZS Gdańsk i Lechii Gdańsk. Ukończył AWF w Gdańsku.